# Androcalva lachna
Androcalva lachna är en malvaväxtart som beskrevs av C.F.Wilkins. Androcalva lachna ingår i släktet Androcalva och familjen malvaväxter. Inga underarter finns listade i Catalogue of Life.